# (35471) 1998 ED8
1998 ED8 (asteroide 35471) é um asteroide da cintura principal. Possui uma excentricidade de 0.03693610 e uma inclinação de 2.63291º.
Este asteroide foi descoberto no dia 2 de março de 1998 por Beijing Schmidt CCD Asteroid Program em Xinglong.